# شط إسكندرية (مسلسل)
شط إسكندرية هو مسلسل درامي مصري من إنتاج عام 2008.
المسلسل من إخراج أحمد صقر، وتأليف مجدي صابر، ومن بطولة ممدوح عبد العليم، و‌وفاء عامر، و‌عزت أبو عوف، و‌صفاء الطوخي، و‌إنتصار.

## قصة المسلسل
تدور الأحداث من خلال سيدة أعمال ناجحة كرست حياتها للعمل بعد وفاة والدها وزوجها قبل أن تقابل رجل الأعمال الذي قضى حياته بحثًا عن السعادة ولم يجدها بالرغم من ثرائه وتعدد علاقاته فيعجب بشخصيتها القوية ويحاول التقرب منها ولكنها وسرعان ما تشعر تجاهه بالحب والامتنان، ولكن تواجههما العديد من المشاكل.

## طاقم التمثيل
- ممدوح عبد العليم[4]
- وفاء عامر
- عزت أبو عوف
- صفاء الطوخي
- نيرة عارف
- إنتصار
- محمد الشقنقيري
- جيهان قمري
- محمد الصاوي
- سميرة محسن
- يوسف داود
- علاء زينهم
- محمد أبو الحسن

## إنتاج
- كتب مجدي صابر قصة وسيناريو المسلسل. وكان المسلسل من إخراج أحمد صقر وإنتاج الشركة المصرية لمدينة الإنتاج الإعلامي.